# An Thái
An Thái is een xã in huyện Phú Giáo, een district in de Vietnamese provincie Bình Dương.
An Thái ligt ten noordwesten van Phước Vĩnh, de hoofdplaats van het district. An Thái ligt in het noorden van het district, het is de meest noordelijke xã van het district. In het westen, maar ook in het noorden en oosten grenst An Thái aan Bình Phước. In het westen grenst het aan het district Chơn Thành, in het noorden grenst het aan thị xã Đồng Xoài en in het oosten grenst het aan Đồng Phú.